# Natur & Heilen
Natur & Heilen ist eine monatlich erscheinende deutschsprachige Zeitschrift des gleichnamigen Verlages mit Sitz in München. Sie berichtet über Gesundheit durch naturgemäße Lebens- und Heilweisen sowie damit verbundenen Themen wie zum Beispiel sanfte Medizin, Hilfe zur Selbsthilfe, Krankheiten und Beschwerden, Bewusstsein und Spiritualität. Herausgeber und Verleger der Zeitschrift sind Paula und Karl Groß von Trockau, die den Verlag im Jahr 2018 von Hansjörg Volkhardt übernommen haben.
Natur & Heilen erschien erstmals in dieser Form im November 1986. Anfang 1989 stieß Anne Devillard, die heutige Chefredakteurin von Natur & Heilen, zum Redaktionsteam und prägte entscheidend das redaktionelle Konzept der Zeitschrift. 1995 erfolgte die Vereinigung von Natur & Heilen mit den Zeitschriften modernes Leben – natürliches Heilen und natürlich und gesund. Seit 2000 ist Natur & Heilen im Zeitschriftenhandel erhältlich und wird laut der Zeitschriftendatenbank (ZDB) in der deutschen Nationalbibliothek sowie in zahlreichen Landesbibliotheken geführt.

## Daten und Fakten
- Verlag: Natur & Heilen GmbH & Co. KG
- Erscheinungsweise: monatlich
- Verbreitete Auflage: 102.300 Exemplare (IVW 02/2024)
- Abonnenten: 76.575 (IVW 02/2024)